# Sande på Sunnmøre
Sande på Sunnmøre é uma comuna da Noruega, com 91 km² de área e 2605 habitantes (censo de 2004).